# Erich Weinert
Erich Bernhard Gustav Weinert (Magdeburgo, 4 de agosto de 1890-Berlín, 20 de abril de 1953) fue un escritor comunista alemán y miembro del Partido Comunista de Alemania (KPD).

## Biografía

### Primeros años
Weinert nació en 1890 en Magdeburgo en una familia que apoyaba al Partido Socialdemócrata de Alemania. Asistió a una escuela de niños en Magdeburgo y, de 1908 a 1910, visitó la escuela de artes y oficios de la ciudad y fue a una escuela de arte en Berlín en 1912. Más tarde se unió al ejército, donde participó como oficial durante la Primera Guerra Mundial. Fue durante su etapa como soldado cuando se sintió atraído por la ideología revolucionaria. Después de la guerra, se fue a Leipzig y trabajó como actor y disertante, ingresando al Partido Comunista de Alemania en 1929. Mientras tanto, realizó varias obras.

### Carrera literaria
Weinert comenzó a escribir en 1921. Desde el principio, sus poemas fueron completamente antiimperialistas. En la segunda mitad de la década de 1920, el trabajo de Weinert se inclinó hacia retratar las luchas del proletariado alemán. En 1929, se unió al Partido Comunista de Alemania. Las obras de Weinert siempre fueron políticas, y gradualmente se asumió el papel de poeta político, agitador y satírico, como se ve mejor en sus colecciones Teatro de los Monos (1925) y Erich Weinert Habla (1930).

### Exilio
Tras la asunción al poder de los nazis, Weinert huyó a Suiza. De 1933 a 1935, Weinert, con su esposa y su hija, Marianne Lange-Weinert, se exilió en el Territorio de la Cuenca del Sarre. De allí se fue a París, Francia, y así podría llegar a la Unión Soviética. Trabajando en la Unión Soviética, publicó una antología de poemas antifascistas en 1934, 'Los adoquines y el día llegará'. Se convirtió en miembro de las Brigadas Internacionales en la Guerra civil española de 1937 a 1939, donde estuvo activo como corresponsal de portada y escribió poemas de batalla. En julio de 1937 asistió al II Congreso Internacional de Escritores para la Defensa de la Cultura, cuyo objetivo era debatir sobre la actitud de los intelectuales ante la guerra, celebrado en Valencia, Barcelona y Madrid y al que asistieron numerosos escritores como André Malraux, Ernest Hemingway, Stephen Spender y Pablo Neruda. Convirtió su experiencia en el frente español en poemas, que fueron publicados en el libro "Camaradas" (1951).
Después de que Alemania atacó a la Unión Soviética, Weinert se puso del lado de los soviéticos y comenzó a crear propaganda para alentar a los soldados de la Wehrmacht a abandonar sus posiciones utilizando métodos como poemas impresos en volantes que fueron lanzados detrás de las líneas alemanas, así como haciendo súplicas a ellos a través de la radio y gritando consignas desde los escombros de Stalingrado. En 1943 fue seleccionado como presidente del Comité Nacional por una Alemania Libre. Una vez más, el tiempo pasado en primera línea encontró expresión literaria. Weinert publicó su diario de guerra con el título "Recuerde Stalingrado" en 1943. En 1942 se publicaron dos cuentos, "Muerte por la patria" y "Conveniencia". En 1944 se publicó una colección de poemas en folletos escritos durante la guerra como "Contra el enemigo real". En 1947, también publicó el "Capítulo dos de la historia mundial: Poemas sobre la tierra del socialismo", una antología de poemas sobre la Unión Soviética.

### Regreso a Alemania
En 1946 regresó a Alemania en un estado enfermizo. A pesar de ello, se desempeñó activamente como vicepresidente de la Administración Central de Educación Nacional en la zona de ocupación soviética. En reconocimiento a su trabajo, fue galardonado con el Premio Nacional de la RDA en 1949 y 1952. También fue elegido como miembro de la Academia Alemana de las Artes. Continuó publicando obras hasta su muerte a la edad de 62 años en 1953.

## Obra seleccionada

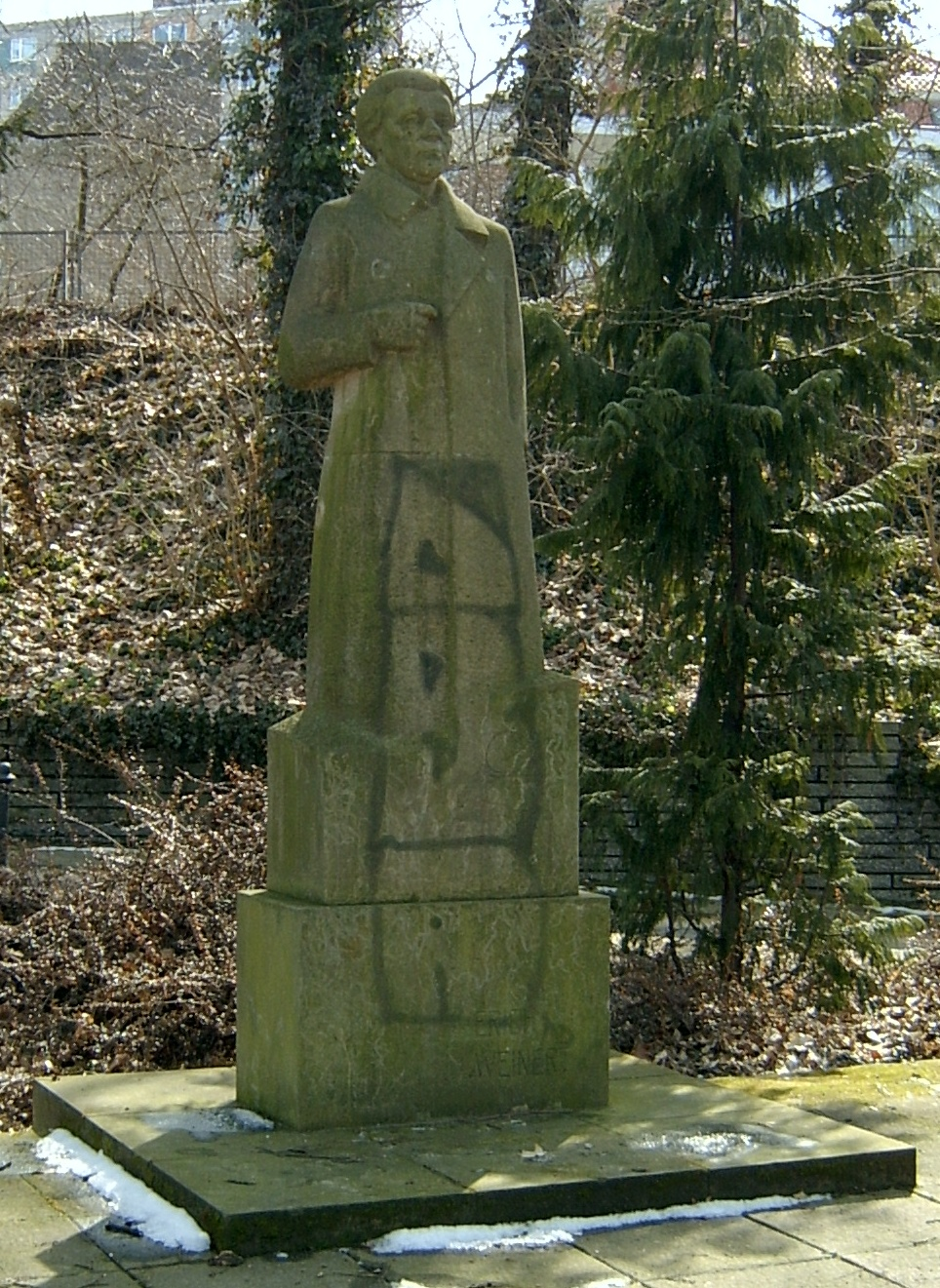
Estatua de Weinert en Fráncfort del Óder.

- Affentheater. Gedichte. Editorial Leon Hirsch, Berlín, 1925
- Rufe in die Nacht. Gedichte aus der Fremde 1933–1943. Volk und Welt, Berlín, 1950.
- Memento Stalingrad. Ein Frontnotizbuch. Volk und Welt, Berlín, 1951.
- Camaradas. Ein Spanienbuch. Volk und Welt, Berlín, 1952
- Gesammelte Werke. (9 tomos), 1955–1960.
- Gesammelte Gedichte. (7 tomos), 1970–1987.
- Der verbogene Zeitspiegel.
- Der Gottesgnadenhecht und andere Abfälle.
- Der heimliche Aufmarsch.
- Der unzüchtige Zille.
- Des reichen Mannes Frühlingstag.
- John Schehr und Genossen.
- Das Nationalkomitee Freies Deutschland 1943–1945. Rütten & Loening, Berlín, 1957.
- Poesiealbum 5.[6] Verlag Neues Leben, Berlín, 1968.